# Sitiar plazas
Se llama sitiar plazas al hecho de cercar una plaza o fortaleza para combatirla y apoderarse de ellos pudiendo distinguirse lo siguiente:
- Plaza poco fortificada, fácil de tomar o "bicoca"
- Plaza bien fortificada, difícil de tomar o "plaza fuerte".

## Ejemplos en la literatura
- ..habiendo hecho liga y juntado socorros de casi todos los príncipes..sitió con sesenta mil infantes y treinta mil caballos a Crovecia (Cosme Gómez de Tejada)

- En Lima han hecho alto

y a la vista de Portela
Nuestra montaña recelá
Que ó la sitie o la dé asalto
(Tirso de Molina)